# Голланд (округ Браун, Вісконсин)
Голланд (англ. Holland) — місто (англ. town) в США, в окрузі Браун штату Вісконсин. Населення — 1559 осіб (2020).

## Демографія
Згідно з переписом 2010 року, у місті мешкало 1519 осіб у 528 домогосподарствах у складі 427 родин. Було 538 помешкань
Расовий склад населення:
| - 97,9 % — білих - 0,2 % — азіатів - 0,1 % — корінних американців - 1,2 % — осіб інших рас |

До двох чи більше рас належало 0,6 %. Частка іспаномовних становила 1,6 % від усіх жителів.
За віковим діапазоном населення розподілялося таким чином: 28,4 % — особи молодші 18 років, 61,3 % — особи у віці 18—64 років, 10,3 % — особи у віці 65 років та старші. Медіана віку мешканця становила 38,7 року. На 100 осіб жіночої статі у місті припадало 110,1 чоловіків;  на 100 жінок у віці від 18 років та старших — 113,1 чоловіків також старших 18 років.
Середній дохід на одне домашнє господарство  становив 89 807 доларів США (медіана — 72 500), а середній дохід на одну сім'ю — 99 794 долари (медіана — 86 438). Медіана доходів становила 61 979 доларів для чоловіків та 44 583 долари для жінок. За межею бідності перебувало 2,5 % осіб, у тому числі 0,5 % дітей у віці до 18 років та 8,3 % осіб у віці 65 років та старших.
Цивільне працевлаштоване населення становило 746 осіб. Основні галузі зайнятості: виробництво — 29,5 %, освіта, охорона здоров'я та соціальна допомога — 15,8 %, будівництво — 12,2 %.